# Complex de llançament 39
El complex de llançament 39 (LC-39) és un conjunt de grans instal·lacions dins del Centre Espacial John F. Kennedy situat a Merritt Island, Florida (EUA). Va ser construït pels llançaments del programa Apollo, i més endavant va ser modificat per ser utilitzat pels llançaments del transbordador espacial.

## Descripció
Les principals instal·lacions fixes del complex de llançament 39 són les àrees de llançament (39A i 39B), un edifici de muntatge de vehicles de llançament (VAB) notablement gran, tres edificis de manteniment i reenviament de transbordadors espacials (les Orbiter Processing Facility), un centre de control amb quatre sales de llançament, la sala de premsa del Centre espacial Kennedy i diverses instal·lacions per donar suport a la logística i les operacions. Les instal·lacions no fixes inclouen tres plataformes mòbils de llançament que les desplacen per operadors amb cadenes.

## Història

### Creació del centre de Cape Canaveral (1950)
El Centre espacial Kennedy té per origen una base aèria dels Estats Units situada al riu Banana, al sud de Cap Canaveral. El 1948, la base va ser transferida a la Força Aèria dels Estats Units perquè pogués llançar-hi coets alemanys V2. La ubicació del centre a la costa est de Florida és ideal per a llançar-hi coets, ja que la seva trajectòria d'enlairament sobrevola l'oceà Atlàntic evitant zones habitades. El 1951, el lloc es va engrandir cap al nord i es va convertir en el Centre de proves de míssils de la Força Aèria, la futura estació de la Força Aèria de Cap Canaveral (CCAFS). Al llarg dels anys 1950 va servir, doncs, de zona de llançament de míssils i coets.

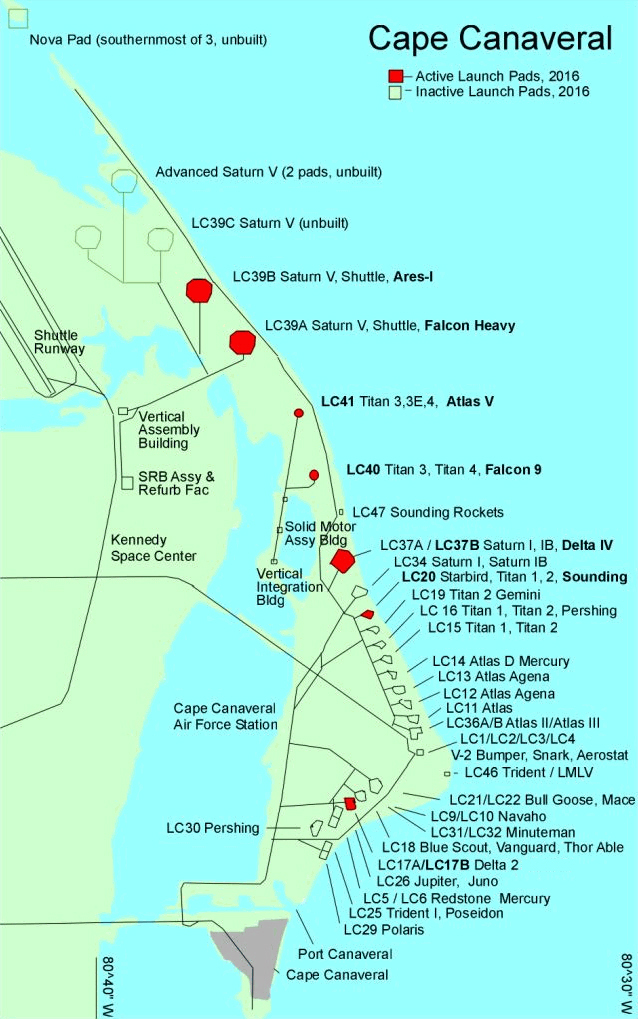
Mapa de les àrees de llançament del Centre Espacial Kennedy. El complex de llançament 39 es troba a dalt.

La NASA es crea el 1958 i els primers coets de l'Agència Espacial dels Estats Units, inclosos els vols Mercury i Gemini, es van fer des de la CCAFS.

### El programa Apollo i la creació del complex 39 (1962-1975)
La NASA va adquirir el 1962 el lloc que ocupava el complex adjacent a les zones de llançament de les naus Mercury i les del Programa Gemini. En aquell moment, l'objectiu era crear un complex de llançament que pogués acollir les dimensions dels coets gegants Saturn V del programa lunar Apollo.
El complex de llançament LC39 (àrea 39A) es va innaugurar el 9 de novembre de 1967 per a la missió Apollo 4. El segon vol no tripulat també va utilitzar la 39A, i també tots els vols tripulats Apollo-Saturn V, amb l'excepció de l'Apollo 10 que es va llançar des de LC39B. Després de completar el programa Apollo, el complex es va utilitzar per a llançar coets Saturn 1B a partir de les missions Skylab i, finalment, l'únic vol de l'Apollo-Soyuz.
Després del vol de l'Apollo 10, la plataforma de llançament LC39B es va convertir en un lloc de socors en cas de destrucció de la 39 A. Posteriorment es va utilitzar per a les tres missions de Skylab, el vol Apollo-Soyuz i una missió de socors Skylab que mai no es va arribar a llançar, la Skylab Rescue.

### Les modificacions efectuades per al transbordador espacial (1973-1981)
El 1973 va començar la seva reconversació per a permetre els llançaments dels transbordadors espacials americans. Després que el programa Apollo s'aturés prematurament, les instal·lacions del complex es van redissenyat per a satisfer les necessitats del transbordador espacial en aquells moments en desenvolupament. Per aconseguir-ho, es van afegir a la zona una torre fixa amb plataformes giratòries usades tant per a protegir el transbordador espacial com per a instal·lar les càrregues útils verticalment en el magatzem de càrrega del transbordador.
La zona 39A es va remodelar a partir de 1973, immediatament després de l'últim vol del coet Saturn V destinat en el programa espacial Skylab. L'àrea modificada es va innaugurar pel primer vol d'un transbordador, la missió STS-1 del Columbia el 12 d'abril de 1981. La zona 39B es va reformular completament el 1975 després del vol Apollo-Soyuz, però la complexitat d'alguns canvis planejats (principalment aquelles que havien de permetre la instal·lació del pis Centaur-G en el magatzem de càrrega, opció abandonar més endavant) i a causa també de les restriccions pressupostàries de la NASA, la zona modificada ja no es va actualitzar fins al 1986. El primer llançament de la nova àrea 39B va ser el de la missió STS-51-L del transbordador Challenger, que va acabar en desastre.
El 31 de maig de 2008, en el llançament de la missió STS-124 del transbordador espacial Discovery, l'àrea de llançament 39A va patir danys significatius, especialment a nivell del deflector de formigó.

### La reconversió avortada del programa Constellation (2007-2010)
El 2007, el complex comença una nova fase de modificacions per a preparar-lo per a l'arribada dels coets Ares I del programa Constellation, que havia de substituir els transbordadors espacials. Tanmateix el president nord-americà, Barack Obama, va anunciar l'1 de febrer de 2010 la seva intenció d'abandonar el programa Constellation. La decisió va ser aprovada pel Congrés dels Estats Units i el programa es va interrompre.

### La reconversió dels anys 2010: el SLS i el Falcon Heavy (2011-)
A partir d'aquell moment, una de les plataformes del complex de llançament 39 es va començar a adaptar per a poder acollir les necessitats del futur llançador pesat Space Launch System (SLS), i l'altra es va deixar perquè empreses privades hi llancessin naus comercials.

#### Base de llançament del coet pesat SLS
El futur llançador pesat Space Launch System es muntarà, transportarà i llançarà de la mateixa manera que els coets lunars Saturn V. El coet s'ha de muntar verticalment a l'obertura 3 de l'edifici VAB sobre la plataforma mòbil de llançament. A continuació, s'ha de transportar, sempre en vertical, al punt d'activació del complex 39B. Les instal·lacions VAB s'han hagut d'actualitzar i les plataformes d'accés s'han hagut de substituir per arribar a ubicacions estratègiques de coets a diferents altures del transbordador.

#### Instal·lacions de SpaceX
El 14 d'abril de 2014, l'empresa de serveis de llançament privada SpaceX va signar un contracte d'arrendament de 20 anys per a la Plataforma de Llançament 39A. La plataforma va ser modificada per adaptar-la als llançaments dels vehicles Falcon 9 i Falcon heavy, que incloïen la construcció d'una instal·lació d'integració horitzontal, similar a la utilitzada en les instal·lacions llogades per SpaceX a l'Estació de la Força Aèria de Cap Canaveral i la Base Aèria Vandenberg. Aquesta modificació pressuposa una diferència marcada pel que fa al procés d'integració vertical utilitzat pels mateixos vehicles Apol·lo i dels transbordadors espacials de la NASA en el Complex de Llançament 39. A més s'hi van instal·lar nous sistemes d'instrumentació i control i s'hi va afegir una nova canonada per a una varietat de líquids i gasos de coet.